# Euristene
Euristene (in greco antico: Εὐρυσθένης?, Eurysthènēs; ... – XI secolo a.C.?) fu un mitico re di Sparta della dinastia Agiade.
Nella mitologia greca, era uno degli eraclidi di terza generazione, figlio di Aristodemo e nipote di Aristomaco.
Assieme al fratello gemello Procle (Προκλῆς) ricevette in eredità da Aristodemo il trono di Sparta (secondo altre versioni del mito i due gemelli lo avrebbero strappato a Tisameno).
È considerato il fondatore della casa regnante di Sparta degli Agiadi. Gli succederà il figlio Agide I, re eponimo della dinastia.